# 레이산뜸부기
레이산뜸부기는 하와이 제도에 서식했던 날지 못하는 새로, 인간에 대한 두려움이 없었다고 한다. 날지는 못했지만, 민첩성과 운동신경이 매우 뛰어났고 남획과 서식지파괴로 인해 멸종하였다.